# Robert A. Metzger
Robert A. Metzger (1956) é investigador especializado na área dos semicondutores, das telecomunicações de alta velocidade, e dos sistemas de comunicação de base de dados.
Trabalhou e foi consultor nos Hughes Research Laboratories e no Georgia Institute of Technology.
É autor do romance Quad World, e de vinte e cinco contos, publicados nas revistas The Magazine of Fantasy and Science Fiction, Amazing, Aboriginal SF e Weird Tales.
É colaborador habitual da revista Wired, e ajudou a fundar a revista técnica Compound Semiconductor.
Vive actualmente em Atlanta, na Geórgia.
Picoverso projectou-o para a celebridade entre os leitores de ficção científica.